# ダルタニャン物語
『ダルタニャン物語』（ダルタニャンものがたり、D'Artagnan）は、アレクサンドル・デュマ・ペールの小説シリーズ。17世紀フランスやイギリスを舞台に、ガスコーニュ出身のダルタニャンの活躍を描く。ダルタニャンの表記は、ダルタニアン、ダルタニヤンなどもある。
歴史教師オーギュスト・マケ(fr)が草稿を書き、デュマはそれに手を加えていた。実質上の共著者とも言われるが、出版物にマケの名前は著作者の欄に書かれないのが一般的である。巻末の解説などで、マケの功績を説明しているものは存在する。

## 構成と概要
ダルタニャン物語は、第1部『三銃士』(1844年刊)、第2部『二十年後』(1845年刊)、第3部『ブラジュロンヌ子爵』(1851年刊)からなる。物語の概要は以下のとおり。各部の詳細については、それぞれのリンク先も参照のこと。

### 第1部 『三銃士』
仏: Les Trois Mousquetaires（1844年刊）
一般に「三銃士」として知られる物語は、この第一部に当たる。ルイ13世の治世下、リシュリュー枢機卿が権勢をふるう時代。青年ダルタニャンは都会で一旗揚げる夢を抱いて、ガスコーニュの田舎からパリに出てきて「三銃士」たち、アトス、アラミス、ポルトスと意気投合する。ダルタニャンは英仏両国にまたがる陰謀に巻き込まれ、三銃士の助けも得ながら大活躍する。
ダルタニャン、アトス、アラミス、ポルトスだと合計四人なので、厳密には「三銃士」ではない。しかし（銃士になる前の）ダルタニャンが主役として「三銃士」と出会う形なので、表題が「三銃士」となっている。

### 第2部 『二十年後』
仏: Vingt Ans après（1845年刊）　
第1部から20年後。国王ルイ14世はまだ幼く、大后アンヌ・ドートリッシュが摂政に立つが、政治の実権を握るのはマザラン枢機卿である。フロンドの乱が起こり国内の貴族が対立する中で、かつての四銃士たちも敵味方に分かれる。イギリスで起こった清教徒革命が、4人の運命に大きく関わってくる。

### 第3部 『ブラジュロンヌ子爵』
仏: Le Vicomte de Bragelonne - ou Dix ans plus tard
第2部から、さらに10年後。「太陽王」ルイの親政が始まり、財務監督官コルベールと財務卿フーケの確執、デルブレー卿（アラミス）の陰謀などが渦巻く。アトスの子ラウル（ブラジュロンヌ子爵）の恋の行方、そして壮年となり元帥杖を渇望してやまないダルタニャンなども描かれている。
この第3部は、シリーズ中もっとも長大である。華麗な宮廷描写や「鉄仮面」として知られるエピソードが含まれて、全ダルタニャン物語の半分以上を占めている。

## 主な登場人物
- ダルタニャン（主人公）
- アトス（三銃士の一人）[2]
- アラミス（三銃士の一人）[2]
- ポルトス（三銃士の一人）[2]
- トレヴィル（銃士隊長）
- ルイ13世
- バッキンガム公ジョージ・ヴィリアーズ（イギリス宰相）[3]
- アンヌ・ドートリッシュ（ルイ13世の王妃）
- コンスタンス・ボナシュー（ボナシュー夫人。アンヌ王妃の下着係)
- リシュリュー（枢機卿）
- ロシュフォール伯爵（リシュリューの懐刀)
- ミレディ（リシュリューの密偵)
- ジョン・フェルトン（ウィンター卿の部下)
- リールの首切り役人
- チャールズ1世
- チャールズ2世
- ジュール・マザラン（リシュリューの後の宰相。イタリア人。ピッシーナの大泥棒とダルタニャンに評される。）
- ブラジュロンヌ子爵（アトスの息子ラウル。第三部のタイトルになっている)
- ルイ14世（太陽王）
- ジャン＝バティスト・コルベール
- ニコラ・フーケ
- フィリップ（バスティーユ牢獄に囚人マルキアリとして囚われているルイ14世の双子の兄弟）
- ルイーズ・ド・ラヴァリエール（ルイ14世の寵姫）

## 日本語版について
角川文庫、岩波文庫、講談社文庫（下記に新版）で刊行され、他に幾つかの出版社で児童版の抄訳が出されている。岩波文庫版は、生島遼一訳『三銃士』上下（第1部の全訳）。
角川文庫版は、竹村猛訳『三銃士』上中下巻（旧版は上下、第1部の全訳）と、第3部『ブラジュロンヌ子爵』の後半の一部が『鉄仮面』（石川登志夫訳『仮面の男』）。
講談社文庫版（全11巻、1975年）は、鈴木力衛による完訳版。初版は講談社・箱入単行本。訳者没後の文庫化に際し、同僚・弟子たちが再度改訳を行った。
約十数年間にわたり重版されたが、1990年代前半に絶版となった。しばらく復刊されなかった理由は、差別用語表記が多いためと見られる。多くの復刊要望があり、問題となる用語を修正した新装選書版が、ブッキング（2001年）を経て復刊ドットコム（2011年）で再刊した。
鈴木力衛訳「ダルタニャン物語」の題名は以下。講談社文庫版・復刊ドットコム版共に、タイトルは同一である。2024年にグーテンベルク21（電子書籍版）が刊行した。

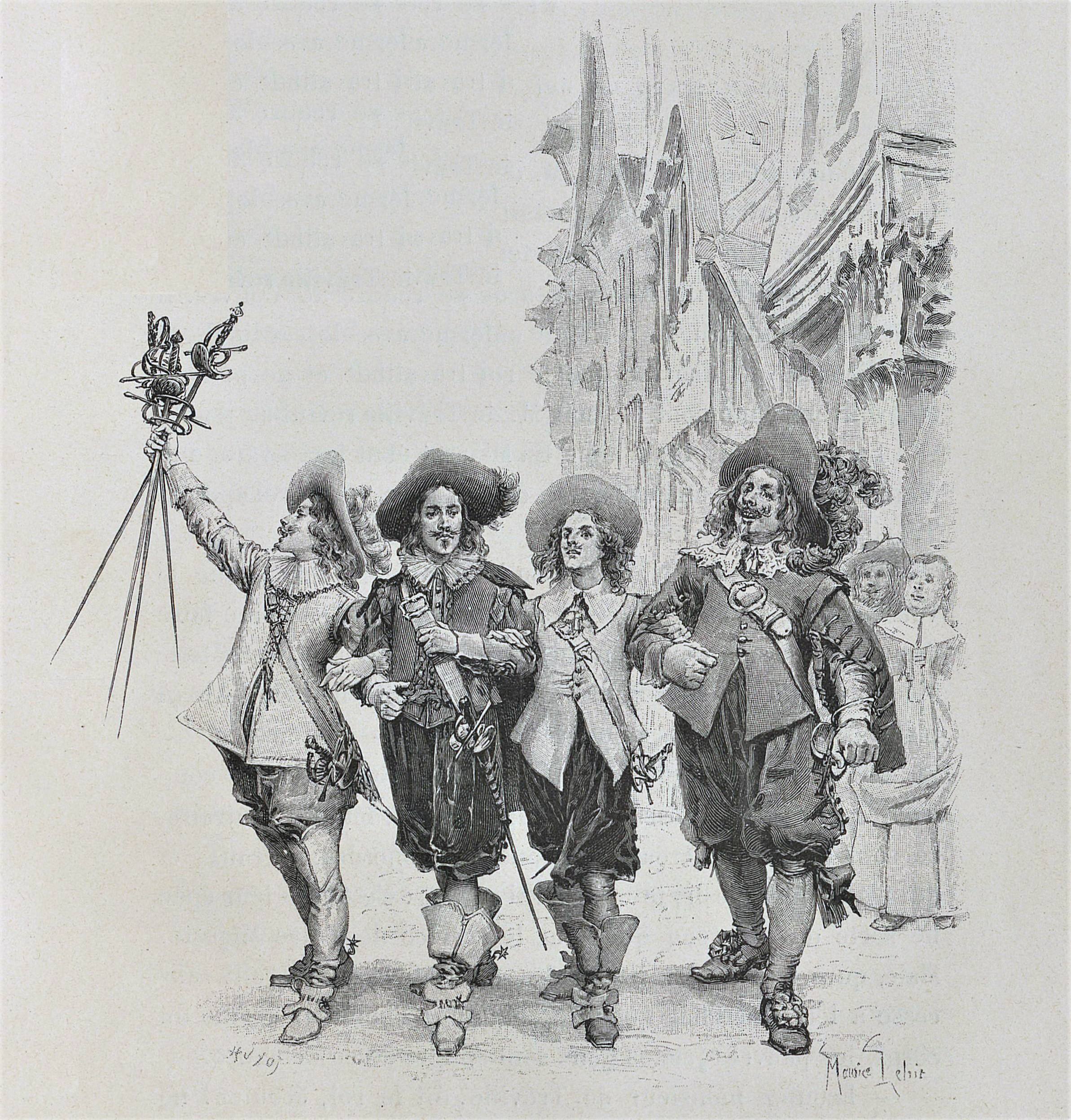
1894年版の挿画

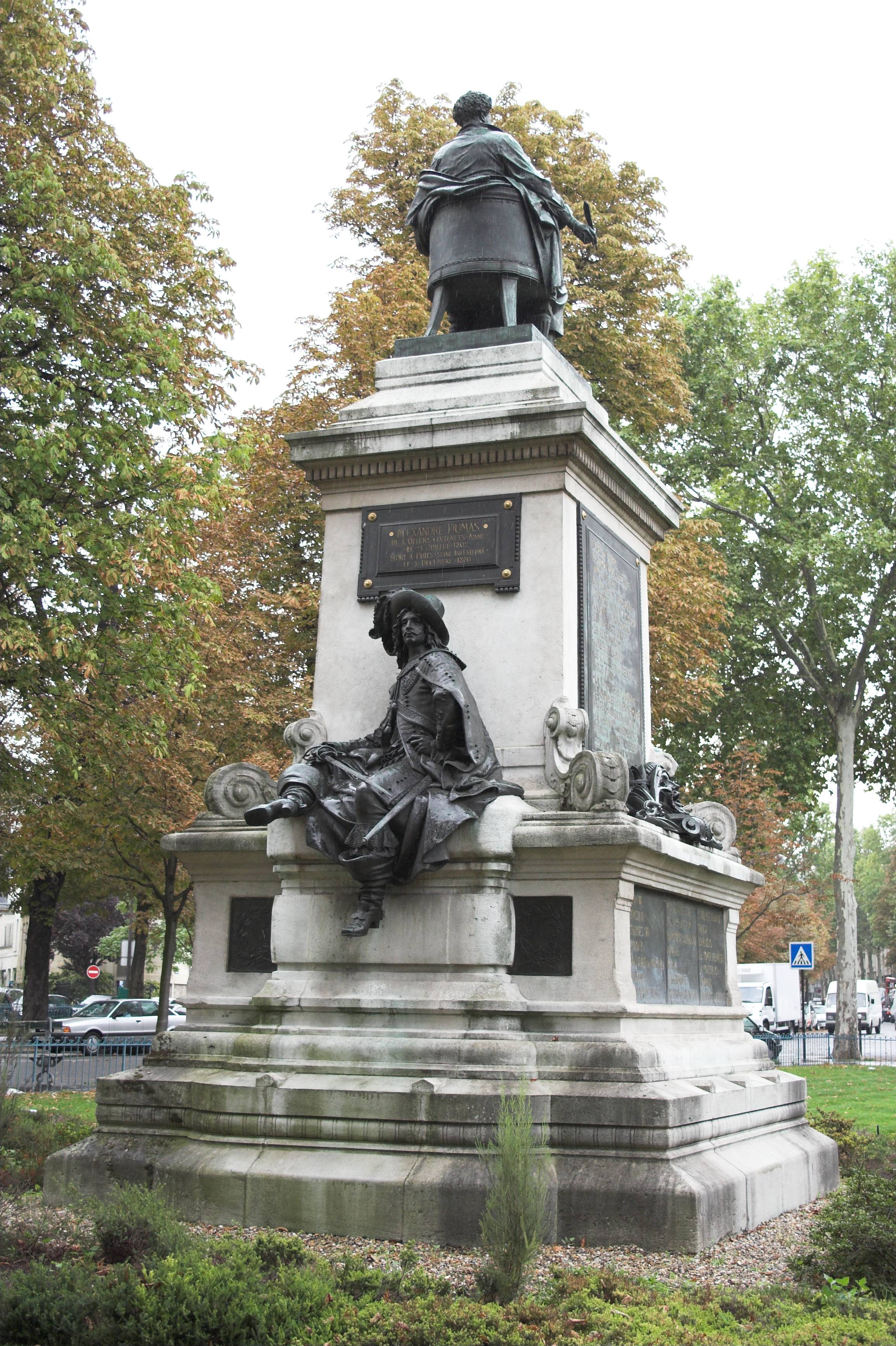
パリのダルタニャンとデュマの像。メトロ3号線マルゼルブ駅
(Malesherbes)下車。

| 巻数 | 題名(鈴木力衛訳)     | 対応部                       |
| ---- | -------------------- | ---------------------------- |
| 1巻  | 友を選ばば三銃士     | 第一部『三銃士』             |
| 2巻  | 妖婦ミレディーの秘密 | 第一部『三銃士』             |
| 3巻  | 我は王軍、友は叛軍   | 第二部『二十年後』           |
| 4巻  | 謎の修道僧           | 第二部『二十年後』           |
| 5巻  | 復讐鬼               | 第二部『二十年後』           |
| 6巻  | 将軍と二つの影       | 第三部『ブラジュロンヌ子爵』 |
| 7巻  | ノートルダムの居酒屋 | 第三部『ブラジュロンヌ子爵』 |
| 8巻  | 華麗なる饗宴         | 第三部『ブラジュロンヌ子爵』 |
| 9巻  | 三つの恋の物語       | 第三部『ブラジュロンヌ子爵』 |
| 10巻 | 鉄仮面               | 第三部『ブラジュロンヌ子爵』 |
| 11巻 | 剣よ、さらば         | 第三部『ブラジュロンヌ子爵』 |

## ダルタニャンは実在の人物
デュマは、物語の序文で自ら『ダルタニャン氏の覚え書』、『ラ・フェール伯爵の覚え書』を読んだとしているが、実際に参考にしたのは『ダルタニャン氏の覚え書』で、『ラ・フェール伯爵の覚え書』は架空の本と考えられている。
『ダルタニャン氏の覚え書き』は、回想録の形式をとっているが、実在した銃士隊長･「シャルル・ダルタニャン」を主人公として、クールチル・ド・サンドラスによって執筆された読み物である。サンドラスは、宮廷ゴシップを書き立ててバスティーユ牢獄に投獄されたこともある人物で、『ダルタニャン氏の覚え書』も回想録仕立てのゴシップ小説として1700年にオランダで出版されたものである。とはいえ、サンドラスの小説は本人の元銃士としての体験をもとにしており、登場人物やストーリーも含めて、『ダルタニャン氏の覚え書き』とデュマの小説との一致は多く、デュマが参考にしたことは間違いない。
また、三銃士であるアトス、ポルトス、アラミスにも実在のモデルが存在し、それぞれ本名はアトスがアルマン・ドゥ・シレーグ・ダトス・ドートヴィエイユ、ポルトスがイザック・ドゥ・ポルトー、アラミスがアンリ・ダラミツでいずれもガスコーニュ出身の貴族である。
一方、小説のモデルとなったダルタニャンの子孫は現存していて、マルキ・ド・モンテスキューというアルマニャック産のブランデーを製造している。

## 三銃士たちの合言葉
「皆は一人の為に、一人は皆の為に」は、『三銃士』第9章ラストにて、ダルタニャンが発案した友情の誓いの言葉を、日本語に直訳したものである。フランス語原文では、"Tous pour un, un pour tous"
生島遼一・竹村猛・鈴木力衛・江口清各人は、それぞれ違う意訳で日本語で記している。
竹村猛は、「四人は一つ、切っても切れぬ」。
鈴木力衛は、「四人はつねに一体となって協力する」。
江口清は「四人はひとつ」である。
原作でこの言葉が登場するのは、手を重ねて誓いを立てた1度きりで、この合言葉で銃士たちが剣を触れて掲げる場面は登場しない。

## 関連作品

### 関連書籍
- クールチル・ド・サンドラス、小西茂也訳　『恋愛血風録　デュマ　ダルタニャン物語外伝』
　デュマが、ダルタニャン物語を書くきっかけとなった種本、（近年復刊ドットコム・ブッキングで復刊）。
- 佐藤賢一　『ダルタニャンの生涯』（岩波新書）は、実在のダルタニャンの生涯を追ったノンフィクション。
  - 佐藤賢一　『二人のガスコン』（上・中・下、講談社・のち講談社文庫）は、ダルタニャン及び彼と同じガスコーニュ出身のシラノ・ド・ベルジュラックの2人を主人公にした小説。「鉄仮面」のエピソードも出てくるが、その謎解きに関しては本作とは異なる。
  - 佐藤賢一　『褐色の文豪』は本作の作者デュマ・ペールを主人公にした小説。（文藝春秋）
- アルトゥール・ペレス＝レベルテ　『アラトリステ』
　デュマ・ペールの無類のファンとして知られるレベルテが、本作へのオマージュ（作中にさりげなくミレディなど「ダルタニャン物語」の設定を使っている他、シリーズそのものも著者が主人公の手記を偶然発見し、それをもとに小説化したというメタ設定を与えられている）作品。
- ボアゴベ　『鉄仮面』　長島良三訳　（講談社文芸文庫上・下）

黒岩涙香や江戸川乱歩が翻案した作品。
- 藤本ひとみ　『新・三銃士　ダルタニャンとミラディ』（講談社文庫上・下）は、原作をリライトした小説。
- 鈴木敏弘訳　『仮面の男　小説』（竹書房文庫）－※1998年の同名の映画公開に合わせ刊行、映画とのタイアップ刊行なので絶版。
- ピエール・アンリ・カミ　『三銃士の息子』　1919年初版　高野優訳　(2014年、早川書房)は、『ダルタニャン物語』のパスティーシュ続編小説で、アトス、ポルトス、ダルタニャン3人の血を継ぐ実の息子が活躍する冒険物語。設定は『ブラジュロンヌ子爵』から受け継ぎ文章や章タイトルが原作へのオマージュになっている。ガスコーニュ地方出身のユーモア作家カミが執筆している。

### 関連映画
三銃士 The Three Musketeers (1921)
鉄仮面 The Iron Mask (1929)
- ダグラス・フェアバンクス（ダルタニャン）

三銃士 The Three Musketeers (1948)
ガスコンの三銃士 The Secret Mark of D'Artagnan (1963)
- ジョージ・ネイダー（ダルタニャン）
- マガリ・ノエル（カルロッタ）
- ジョルジュ・マルシャル（モンセラート公爵）
- マッシモ・セラート（リシュリュー）
- アレッサンドラ・パナロ（ディアナ）
- マリオ・ペトリ（ポルトス）

三銃士 The Three Musketeers (1973)
四銃士 The Four Musketeers (1974)
新・三銃士/華麗なる勇者の冒険 The Return of the Musketeers (1989)
三銃士 The Three Musketeers (1993)
ソフィー・マルソーの三銃士 La Fille de D'Artagnan (1994)
仮面の男 The Man in the Iron Mask (1998)
ヤング・ブラッド The Musketeer (2001)
レディ・ダルタニアン/新・三銃士 La Femme Musketeer (2004、テレビ映画)
- スージー・エイミー（ヴァレンタイン）
- ジェラール・ドパルデュー（マザラン）
- ナスターシャ・キンスキー（レディ・ボルトン）
- マイケル・ヨーク（ダルタニアン）

三銃士 妖婦ミレディの陰謀 D'Artagnan et Les Trois Mousquetaires (2005、テレビ映画)
- ヴァンサン・エルバズ（ダルタニアン）
- エマニュエル・ベアール（ミレディ）
- チェッキー・カリョ（リシュリュー）
- ハイノ・フェルヒ（アトス）
- グレゴリ・デランジェール（アラミス）

三銃士/王妃の首飾りとダ・ヴィンチの飛行船 The Three Musketeers (2011)
三銃士 宿命の対決 Tri Mushketera (2013)
- ライナル・ムハメトフ（ダルタニアン）

#### パロディ映画
- 砂漠の三銃士（英語版）（連続活劇、1933、ジョン・ウェイン他）
- 爆走三銃士（1992、テレビ映画、米独合作）
  - ジョン・パラゴン（英語版）監督、デビッド・ハッセルホフ、アリソン・ドゥーディ、チーチ・マリン他

#### アニメ映画
- けろけろけろっぴの三銃士（サンリオアニメフェスティバル、1991）
- ドラえもん のび太と夢幻三剣士（1993）

### テレビドラマ
- マスケティアーズ/三銃士（2014）

### テレビアニメ
- ワンワン三銃士（TBS、1981）
- アニメ三銃士（NHK、1987）

### 人形劇
- 連続人形活劇 新・三銃士（NHK、2009）

### ゲーム
- ポケットモンスター - コバルオン、ビリジオン、テラキオンは、それぞれアトス、アラミス、ポルトスら三銃士をモデルにしている[6]
- PONOSのゲーム「にゃんこ大戦争」では「英傑ダルターニャ」というキャラクターが存在する。「仲間を救うために力を尽くす気高き銃士」というキャラクター説明を持つ。また、類似キャラに「影傑ダークダルターニャ/黒傑ダークダルターニャ」というキャラクターもおり、「貫けなかった正義を追い求め彷徨うもう一匹のダルターニャ」「正義のためには犠牲もいとわない冷徹な銃士」となっている。

## 注・出典
1. ↑  1952年の丸山熊雄、鈴木力衛共訳版では『三銃士』を2巻に分け、第1巻を『ダルタニャン大いに売り出す』、第2巻を『妖婦ミレディーの秘密』とし、1968年の鈴木力衛個人全訳版では第1巻を『友を選ばば三銃士』、第2巻を『妖婦ミレディーの秘密』に変えている。
2. 1 2 3  銃士隊での通名
3. ↑  フランス語読みでは「ジョルジュ・ヴィリエ」
4. ↑  1952年に大日本雄弁会講談社で、丸山熊雄、鈴木力衛、笹森猛正、和井田一雄、小林正、梅原成四共訳で『ダルタニヤン物語　三銃士・三部作全集』（全11巻）が出版。鈴木力衛個人全訳で改訳し、1968‐69年に講談社で『ダルタニャン物語 第1巻 - 第11巻』が出版。
5. ↑  “復刊にまつわるいせざきの覚え書”. 2004年4月10日時点のオリジナルよりアーカイブ。2022年6月5日閲覧。
6. ↑   https://twitter.com/drlavayt/status/1240111971858554882?s=21